# Miyakojima
Miyakojima (宮古島市, Miyakojima-shi) est une ville située dans la préfecture d'Okinawa, au Japon.

## Géographie

### Situation
Miyakojima occupe une grande partie des îles Miyako de l'archipel Sakishima, à environ 300 km au sud-ouest de l'île principale d'Okinawa. Les principales îles constituant Miyakojima sont :
- Miyako-jima,
- Ikema-jima,
- Ogami-jima,
- Irabu-jima,
- Shimoji-jima,
- Kurima-jima.

### Démographie
En janvier 2022, la population de Miyakojima s'élevait à 55 424 habitants pour une superficie de 204,20 km2.

### Climat
| Mois                                             | jan.     | fév.      | mars      | avril     | mai       | juin      | jui.      | août      | sep.      | oct.      | nov.      | déc.      | année     |
| ------------------------------------------------ | -------- | --------- | --------- | --------- | --------- | --------- | --------- | --------- | --------- | --------- | --------- | --------- | --------- |
| Température minimale moyenne (°C)                | 16,3     | 16,6      | 17,9      | 20,4      | 23        | 25,7      | 26,8      | 26,5      | 25,6      | 23,8      | 21,3      | 18,2      | 21,9      |
| Température moyenne (°C)                         | 18,3     | 18,6      | 20,1      | 22,5      | 25        | 27,7      | 28,9      | 28,6      | 27,6      | 25,5      | 23,1      | 20        | 23,8      |
| Température maximale moyenne (°C)                | 20,6     | 21,1      | 22,8      | 25,1      | 27,7      | 30,3      | 31,7      | 31,3      | 30,1      | 27,8      | 25,3      | 22,2      | 26,4      |
| Record de froid (°C) date du record              | 6,9 1967 | 7,3 1977  | 8,6 1963  | 11,4 1969 | 15,2 1965 | 17,4 1964 | 21,4 1968 | 21,2 1938 | 19,7 1997 | 17,2 1942 | 12,9 1975 | 9,6 1967  | 6,9 1967  |
| Record de chaleur (°C) date du record            | 27 1972  | 27,6 2010 | 28,6 1998 | 30,7 1964 | 33,3 1963 | 35,1 1971 | 35,3 1971 | 34,2 1988 | 34,2 1963 | 32,5 1952 | 30,9 1972 | 28,8 2018 | 35,3 1971 |
| Ensoleillement (h)                               | 85,5     | 90,3      | 116       | 122,9     | 149,3     | 191,9     | 241       | 210,9     | 179,3     | 151,9     | 112,3     | 92,7      | 1 743,9   |
| Précipitations (mm)                              | 138,8    | 119,8     | 138,7     | 148,7     | 222,3     | 194,7     | 151,6     | 257,4     | 259,3     | 157,9     | 139,8     | 147,2     | 2 076     |
| Nombre de jours avec précipitations              | 12,3     | 10,8      | 10,9      | 9,9       | 10,7      | 9,8       | 9,3       | 12,2      | 11,2      | 10        | 10,9      | 11,9      | 129,8     |
| dont nombre de jours avec précipitations ≥ 10 mm | 4,2      | 4,1       | 3,9       | 4,2       | 5,3       | 4,5       | 3,2       | 5,6       | 5,2       | 3,5       | 3,9       | 4,6       | 52,1      |
| Humidité relative (%)                            | 72       | 74        | 76        | 79        | 82        | 84        | 80        | 81        | 79        | 75        | 74        | 71        | 77        |
| Nombre de jours d'orage                          | 0,3      | 0,7       | 1,6       | 2,7       | 3,3       | 4,2       | 2,5       | 3,8       | 2,9       | 1,3       | 0,8       | 0,2       | 24,3      |
| Nombre de jours avec brouillard                  | 0        | 0         | 0,1       | 0,3       | 0,1       | 0         | 0         | 0         | 0         | 0         | 0         | 0         | 0,6       |

| Diagramme climatique                                  |               |               |               |             |               |               |               |               |               |               |               |
| J                                                     | F             | M             | A             | M           | J             | J             | A             | S             | O             | N             | D             |
| 20,616,3138,8                                         | 21,116,6119,8 | 22,817,9138,7 | 25,120,4148,7 | 27,723222,3 | 30,325,7194,7 | 31,726,8151,6 | 31,326,5257,4 | 30,125,6259,3 | 27,823,8157,9 | 25,321,3139,8 | 22,218,2147,2 |
| Moyennes : • Temp. maxi et mini °C • Précipitation mm |               |               |               |             |               |               |               |               |               |               |               |

## Histoire
La ville de Miyakojima a été créée en 2005 de la fusion de l'ancienne ville de Hirara avec les anciens bourgs de Gusukube, Irabu et Shimoji et l'ancien village d'Ueno.

## Transports
- Aéroport de Shimojishima
- Aérodrome de Miyako

## Patrimoine culturel et naturel
La ville de Miyakojima compte cent vingt-deux éléments désignés ou enregistrés comme patrimoine matériel, culturel ou naturel, au niveau national, préfectoral ou municipal. 
- Nom (japonais) (type d’enregistrement)

### Patrimoine matériel
- Cheminée de l’ancienne raffinerie de la coopérative sucrière Nishinaka (旧西中共同製糖場煙突?) (National)
- Documents relatifs à la famille Motomura du clan Shōei (向裔氏本村家関係資料?) (Municipal)
- Documents relatifs à la famille Nakasone du clan  Chūdō (忠導氏仲宗根家関係資料?) (Municipal)
- Épée et anciens documents (刀剣及び古文書?) (Municipal)
- Généalogie du clan Kawamitsu (河充氏の系図?) (Municipal)
- Groupe de tombes myāka (mégalithiques) d’Hisamatsu (久松みゃーか(巨石墓)群?) (Municipal)
- Inscription « 報本 » de la famille Motomura (本村家「報本」碑?) (Municipal)
- Mémorial du « Bienfaiteur Industriel » (産業界之恩人記念碑?) (Municipal)
- Pierre tombale d’Onga Satonushi Pēchin (恩河里之子親雲上の墓碑?) (Municipal)
- Porte principal et mur d’enceinte en pierre de la première école primaire d’Hirara (平良第一小学校の正門と石垣?) (Municipal)
- Tombe de la famille Shimoji (下地家の墓?) (Municipal)
- Tombe ouest de Tsuga ((西ツガ墓?) (Municipal)
- Trois tombes de Tuyumya (豊見親墓 3基?) (National)
- Tunnel de drainage d’Ōno (大野越排水溝?) (National)
- Tunnel Zuifuku (瑞福隧道?) (Municipal)

### Patrimoine ethnologique
- Agiisu (pierres utilisées dans les compétitions de force) de Gusukube (villages de Nanamata, Aragusuku et Nishinaka) (ぐすくべのアギイス (力石) 3地区?) (Municipal)
- Katsu (mur de pêche) (魚垣 (カツ)?) (Municipal)
- Puits de Kyāza-gā (キャーザ井?) (Municipal)
- Puits sacré de Kusu-nu-kā (クスヌカー (後の井)?) (Municipal)
- Sanctuaire Akana-gū (赤名宮?) (Municipal)
- Site rituel de Uipyāmutu (ウイピャームトゥの祭場?) (Préfectoral)
- Site sacré d’Akazaki Utaki (赤崎御嶽?) (Municipal)
- Site sacré de Kisama Utaki (喜佐真御嶽?) (Préfectoral)
- Site sacré de Maya Utaki (真屋御嶽?) (Municipal)
- Site sacré de Sukapuyā Utaki (スカプヤー御嶽?) (Municipal)
- Site sacré de Tsunuji Utaki (ツヌジ御嶽?) (Municipal)
- Source Ama-gā de Tomori à Gusukube (城辺町の友利のあま井?) (Préfectoral)
- Source Isū-gā (イスゥガー (磯井)?) (Municipal)
- Source Nanamata Miima-gā (七又ミーマガー?) (Municipal)
- Source Nugana-gā (野加那泉?) (Municipal)
- Source Yamagā Upu-kā (山川ウプカー?) (Municipal)

### Sites historiques
- Ancien village de Shimajiri Mutuzuma et source  Nnaka-gā (島尻元島とンナカガー?) (Municipal)
- Feux d’alerte de Sakishima : Poste de garde de la tour d’observation de Karimata (先島諸島火番盛 狩俣遠見番所?) (National)
- Feux d’alerte de Sakishima : Poste de garde de la tour d’observation de Kurima (先島諸島火番盛 来間遠見番所?) (National)
- Feux d’alerte de Sakishima : Poste de garde de la tour d’observation de Shimajiri (先島諸島火番盛 島尻遠見番所?) (National)
- Feux d’alerte de Sakishima : Poste de garde de la tour d’observation de Uruka (先島諸島火番盛 砂川遠見番所?) (National)
- Feux d’alerte de Sakishima : Poste de garde de la tour d’observation d’Ikema (先島諸島火番盛 池間遠見番所?) (National)
- Grotte de Kanamara-abu (カナマラアブ?) (Municipal)
- Grotte de Nudokubi-abu (ヌドクビアブ?) (Municipal)
- Grotte de Tauwainmii-abu (タウワインミイアブ?) (Municipal)
- Grotte de Tiizu-abu (ティーズアブ?) (Municipal)
- Grotte d’Usubari-abu (ウスバリアブ?) (Municipal)
- Margelle du puits de la résidence Matsumura (松村家の井戸の縁石?) (Municipal)
- Monticule sacré du sanctuaire Kan'nondō (観音堂経塚?) (Municipal)
- Monument de reconnaissance de l’empereur allemand (en) (ドイツ皇帝博愛記念碑?) (Préfectoral)
- Murs en pierre du temple Shōun-ji (祥雲寺の石垣?) (Municipal)
- Pont d’Ikeda (en) à Shimoji (下地町の池田矼?) (Préfectoral)
- Pierres spirituelles de Noborudake (野原岳の霊石・野原の霊石?) (Préfectoral)
- Puits d’Ara-gā (アラガー?) (Municipal)
- Puits de Dakifu-gā (ダキフガー?) (Municipal)
- Puits du site archéologique de Minuzuma (ミヌズマ遺跡の井戸?) (Municipal)
- Résidence, site du métier à tisser et tombe de Mamuya (マムヤの屋敷跡・機織り場・墓?) (Municipal)
- Rocher géant (Opi-iwa) de l’île de Shimoji (下地島巨岩 (帯岩)?) (Municipal)
- Rocher géant de Yamatobū (ヤマトブー大岩?) (Municipal)
- Route pavée d’Harimizu (漲水石畳道?) (Municipal)
- Site archéologique de Bora-motojima (保良元島遺跡?) (Municipal)
- Site archéologique de Pinza-abu (ピンザアブ遺跡?) (Municipal)
- Site archéologique de Sumiya (住屋遺跡?) (Municipal)
- Site archéologique d’Uipyāyama (上比屋山遺跡?) (Préfectoral)
- Site de l’hippodrome de Kagamihara-baba (鏡原馬場跡?) (Municipal)
- Site du château de Kubaka (クバカ城跡?) (Municipal)
- Site du château de Takausu (高腰城跡?) (Préfectoral)
- Site du château de Temaka (テマカ城跡?) (Municipal)
- Site du château d’Uputaki (大嶽城跡?) (Municipal)
- Site sacré de Kōjin Migagama Utaki (好善ミガガマ御嶽?) (Municipal)
- Site sacré de Kurohama Utaki (黒浜御嶽?) (Municipal)
- Site sacré de Nisumi Utaki (西銘御嶽?) (Municipal)
- Site sacré de Nūshi Utaki (乗瀬御嶽?) (Municipal)
- Site sacré de Pyāzu Utaki (ピャーズ御嶽?) (Municipal)
- Site sacré de Yūkui à Sawada (佐和田のユークイ?) (Municipal)
- Site sacré d’Harimizu Utaki et son mur de pierres (漲水御嶽と石垣?) (Municipal)
- Site sacré d’Uuni-no-shū Utaki (御船の親お嶽?) (Municipal)
- Source Abu-gā No.1 (アブガーNo.1?) (Municipal)
- Source Abu-gā No.2 (アブガーNo.2?) (Municipal)
- Source Ama-gā (アマ井?) (Municipal)
- Source Ana-gā (アナ井?) (Municipal)
- Source Funaha-gā (フナハガー?) (Municipal)
- Source Kanzato-gā (神里ガー?) (Municipal)
- Source Kinsūkyā-gā (金志川泉?) (Municipal)
- Source Kurima-gā (来間川 (泉)?) (Municipal)
- Source Muika-gā (source en grotte) (盛加がー (洞井)?) (Municipal)
- Source Nugusuku-gā (野城泉 (ヌグスクガー)?) (Municipal)
- Source Sabautsu-gā (サバウツガー?) (Municipal)
- Source Upukā (大川 (ウプカー)?) (Municipal)
- Source Yamato-gā (大和井?) (National)
- Stèle du site du naufrage du bateau marchand allemand (ドイツ商船遭難之地碑?) (Municipal)
- Stèle tombale de Shimoji Niiya Risha (下地仁屋利社の墓碑?) (Municipal)
- Tombe ancienne de Kawamitsu Ubutunu (川満大殿の古墓?) (Municipal)
- Tombe de Nakasone Tuyumya (仲宗根豊見親の墓?) (Préfectoral)
- Tombe de Yusuma-no-shū (« le seigneur des quatre îles ») (四島の主の墓?) (Municipal)
- Tombe en pierres (dolmen) de Yonahashi (与那覇支石墓?) (Municipal)
- Tombe myāka de Nakaya-kanamori (仲屋金盛ミャーカ?) (Municipal)
- Tombe myāka de Sumuryā (スムリャーミャーカ?) (Préfectoral)
- Tombe myāka de Susabi (スサビミャーカ?) (Municipal)
- Tunnels secrets pour bateaux-suicides de la marine (海軍特攻艇格納秘匿壕?) (Municipal)

### Lieux de beauté pittoresque
- Anciens jardins du clan Nakasone (旧仲宗根氏庭園?) (National)
- Bassins Tōri-ike de l’île de Shimoji (下地島の通り池?) (National)
- Cap Higashi-henna (東平安名崎?) (National)
- Récif de corail littoral et lagon de Sawada (佐和田の浜珊瑚礁・礁湖面?) (Municipal)
- Yabiji (八重干瀬?) (National)
- Zone littorale de récifs de Shiratorisaki (白鳥崎岩礁海岸一帯?) (Municipal)
- Zones littorales de récifs méridionale et occidentale de l’île de Shimoji (下地島南、西岩礁海岸一帯?) (Municipal)

### Monuments naturels
- Bassins Tōri-ike de l’île de Shimoji (下地島の通り池?) (National)
- Communauté végétale autour de la source Mae-gā et ses arbres sacrés (前井と御神木その周辺の植物群落?) (Municipal)
- Communauté végétale de Karimata (狩俣の植物群落?) (Municipal)
- Communauté végétale du parc d’Uputaki (大嶽公園の植物群落?) (Municipal)
- Communauté végétale du site sacré de Kōjin Migagama Utaki (好善ミガガマ御嶽植物群落?) (Municipal)
- Communauté végétale du site sacré de Kuninaka Utaki (国仲御嶽の植物群落?) (Préfectoral)
- Communauté végétale du site sacré de Maeyama Utaki (前山御嶽の植物群落?) (Municipal)
- Communauté végétale du site sacré de Tobitori Utaki (飛鳥御嶽の植物群落?) (Municipal)
- Communauté végétale du site sacré de Tomai Utaki (トマイ御嶽の植物群落?) (Municipal)
- Communauté végétale littorale battue par les vents des affleurements de corail du Cap Higashi-henna (東平安名岬の隆起珊瑚礁海岸風衝植物群落?) (Préfectoral)
- Digitale variée (Erythrina variegata) de la place sacrée Amagoe-za (雨乞座のデイゴ?) (Municipal)
- Escarpements et plateformes d’érosion marine de la faille de Shimajiri (島尻断層崖と海食台?) (Municipal)
- Ficus superba enlaçant une ancienne tombe (古墓を抱くアコウ?) (Municipal)
- Fossiles de baleines de Shimajiri (シマジリクジラ化石?) (Municipal)
- Fossiles de Nakahara (仲原化石?) (Municipal)
- Grotte de Tsuzupisuki-abu (ツヅピスキアブ?) (Municipal)
- Grotte d’Ubutakinaka (大竹中洞穴?) (Municipal)
- Mangrove de Shimajiri (島尻のマングローブ林?) (Municipal)
- Morelle de Miyako (Solanum miyakojimense) (イラブナスビ?) (Municipal)
- Terrasses de calcaire de Bora sur l’île de Miyako (宮古島保良の石灰華段丘?) (National)
- Végétation des falaises de l’île de Kurima (来間島断崖の植生?) (Municipal)
- Yabiji (八重干瀬?) (National)